# Stor-Ljusträsket
Stor-Ljusträsket är en sjö i Piteå kommun i Norrbotten och ingår i Jävreåns huvudavrinningsområde. Sjön har en area på 0,54 kvadratkilometer och ligger 62 meter över havet.

## Delavrinningsområde
Stor-Ljusträsket ingår i det delavrinningsområde (724084-175984) som SMHI kallar för Mynnar i Jävreån. Medelhöjden är 57 meter över havet och ytan är 10,93 kvadratkilometer. Det finns inga avrinningsområden uppströms utan avrinningsområdet är högsta punkten. Vattendraget som avvattnar avrinningsområdet har biflödesordning 2, vilket innebär att vattnet flödar genom totalt 2 vattendrag innan det når havet efter 6,7 kilometer. Avrinningsområdet består mestadels av skog (67 procent) och sankmarker (14 procent). Avrinningsområdet har 0,75 kvadratkilometer vattenytor vilket ger det en sjöprocent på 6,8 procent.